# Anders Moseholm
Anders Moseholm, (1959 -) er en dansk billedkunstner, der er uddannet ved Det Kongelige Danske Kunstakademi (1989-1996) og School of Visual Arts i New York (1994). Han fik sit første gennembrud i Sverige og har i dag opnået international anerkendelse. Anders Moseholm tilhører ikke nogen retning eller bevægelse som sådan, men hører motivisk til generationen af malere, der tager livtag med realismen. Han arbejder i sit eget spor og som regel i meget store formater, hvor motivet er underlagt nærværet i nuet.
Malerierne tager ofte afsæt i landskaber, byvisioner eller interiører. Med dette relativt realistiske udgangspunkt arbejder Anders Moseholm med et sprogligt univers, som ofte indlejres i motivet, så maleriet på en gang fremstår med et traditionelt perspektiv og samtidig med serier af ord, der skaber deres egen arkitektur i billedfladen. Desuden lader Anders Moseholm sig inspirere af anonyme fotografier, som ligger som konkrete og realistiske spor i et maleri, der rummer det konkrete og det abstrakte i ét udtryk. 
Selv beskriver Anders Moseholm sin kunst således: "I mine malerier er der altid flere rum, og der er bevægelse mellem dem. Malerierne afspejler en stadig stræben efter at udvide grænserne for de rum, vi befinder os i."
Anders Moseholm blev medlem af Kunstnersammenslutningen Kammeraterne i 2000.